# Serge Vandercam

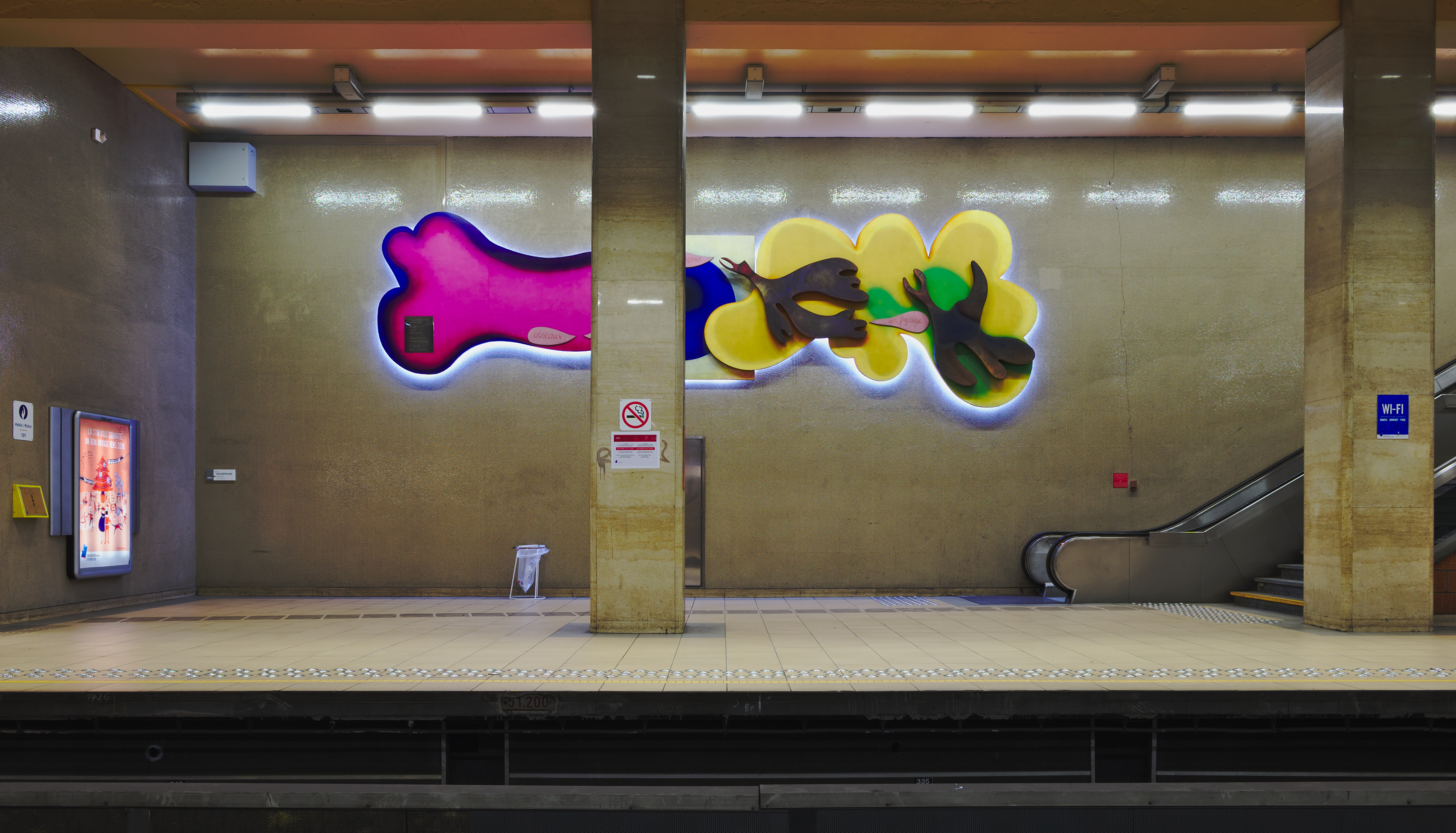
„Les oiseaux émerveillés“ von Serge Vandercam in der U-Bahn-Station Joséphine-Charlotte der Metro Brüssel

Serge Vandercam (* 30. März 1924 in Kopenhagen; † 10. März 2005 in Wavre) war ein in Dänemark geborener belgischer Maler, Fotograf, Bildhauer und Keramiker der CoBrA-Gruppe.

## Leben und Werk
1949 wurde Vandercam Mitglied von CoBrA. Er arbeitete vornehmlich im Bereich der abstrakten Fotografie und nahm 1951 an der CoBrA-Ausstellung in Lüttich teil. Seine Arbeit La Fleur unique – Les Oiseaux émerveillés von Serge Vandercam ist seit 1979 an der Brüsseler Metro-Station Joséphine-Charlotte installiert. Serge Vandercams Arbeiten sind Teil folgender Sammlungen: Stedelijk Museum Amsterdam, Königliches Museum der Schönen Künste (Antwerpen), Neue Nationalgalerie (Berlin), Museum Boijmans Van Beuningen (Rotterdam), San Francisco Museum of Modern Art, Stedelijk Museum Schiedam, Louisiana Museum (Silkeborg), Musée d’Ixelles (Bruxelles), Königliche Museen der Schönen Künste, Belgien.
1993 wurde er korrespondierendes und 1995 volles Mitglied der Académie royale des Sciences, des Lettres et des Beaux-Arts de Belgique.

## Auszeichnungen (Auswahl)
- 1956: Prix Jeune Peinture Belge der (La Jeune Peinture Belge)
- 1958: 1. Preis für den Film Un autre Monde auf dem Festival van Antwerpen
- Zusammen mit Antoni Tàpies und Karel Appel erhielt Serge Vandercam den prix international Lissone.
- 1997: Sabam-prijs für Plastische Künste